# Правова демагогія
Правова демагогія — легковажне або свідоме здійснення такого впливу окремої особи або громадських організацій на свідомість людей, наслідком якого стає формування однобічного або викривленого уявлення про правову дійсність. Небезпека правової демагогії полягає в тому, що особа, яка на неї орієнтується, припускає наявність певної цінності права, усвідомлює існування довіри до нього з боку інших і саме тому використовує його для досягнення власних корисливих інтересів, прикриваючи свої наміри розмовами про суспільне благо. Найбільшого поширення така форма деформації правосвідомості набуває під час проведення виборів або референдумів і супроводжується використанням широких можливостей засобів масової інформації та реклами впливати на суспільну думку (чорний піар).